# Aloe pluridens
Espèce
Synonymes
- Aloe atherstonei

Aloe pluridens est une espèce arborescente d'aloès originaire d'Afrique du Sud. Les anglo-saxons l'appellent « french aloe » : aloès français.

## Historique
Cet aloès a été introduit en culture en Angleterre dans les années 1820 par James Bowie.
Il a été décrit pour la première fois en octobre 1824 par le botaniste anglais Adrian Hardy Haworth dans le Philosophical Magazine no 299, en octobre 1824
à partir d'une plante récoltée par un certain Mr. Bowie (sans doute James Bowie) à l'est de la rivière Bushmans près d'Albany.

## Description

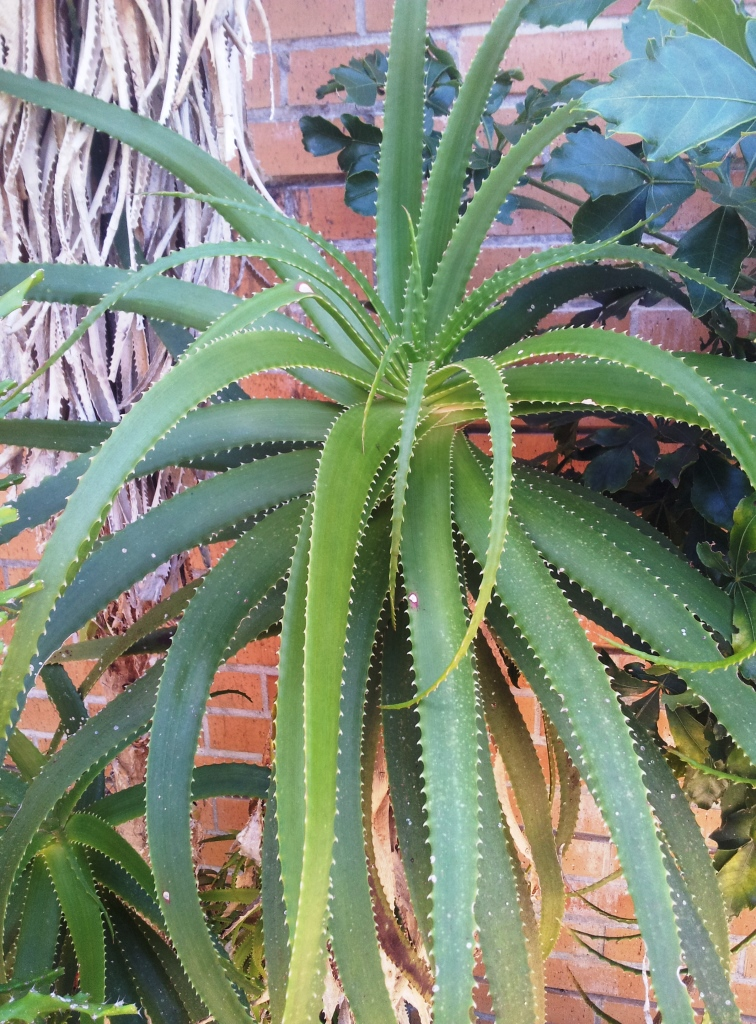
Port général dAloe pluridens

Cet aloès peut parfois atteindre jusqu'à 6 mètres de hauteur. Il n'a généralement qu'un seul tronc (cependant, dans en culture, il en forme parfois plusieurs ; des rejets apparaissent à la base et sur le tronc). Cette espèce peu large demande moins d'espace pour se développer que la plupart des autres aloès arborescents.
Ses feuilles sont minces, recourbées, vert clair, et forment une spirale élégante et symétrique dans leur croissance autour du tronc. Elles sont garnies d'un grand nombre de petites dents blanches (son nom latin pluri-dens signifie « dents multiples ») et peuvent atteindre 70 cm.
Cette espèce est fréquemment confondue avec les espèces apparentées Aloe ferox, Aloe africana et Aloe excelsa. Cependant, ses feuilles sont plus fines et délicates, vert pâle ou jaune-vert, et son tronc est plus mince que celui des autres espèces d'aloès arborescentes.
Dans sa forme « multibranches », il peut aussi ressembler à l'Aloe arborescens plus petit. Les fleurs de l'aloès français sont cependant différentes de toutes ces autres espèces, et la croissance en spirale des feuilles, vu de dessus, est également distinctive.

## Floraison

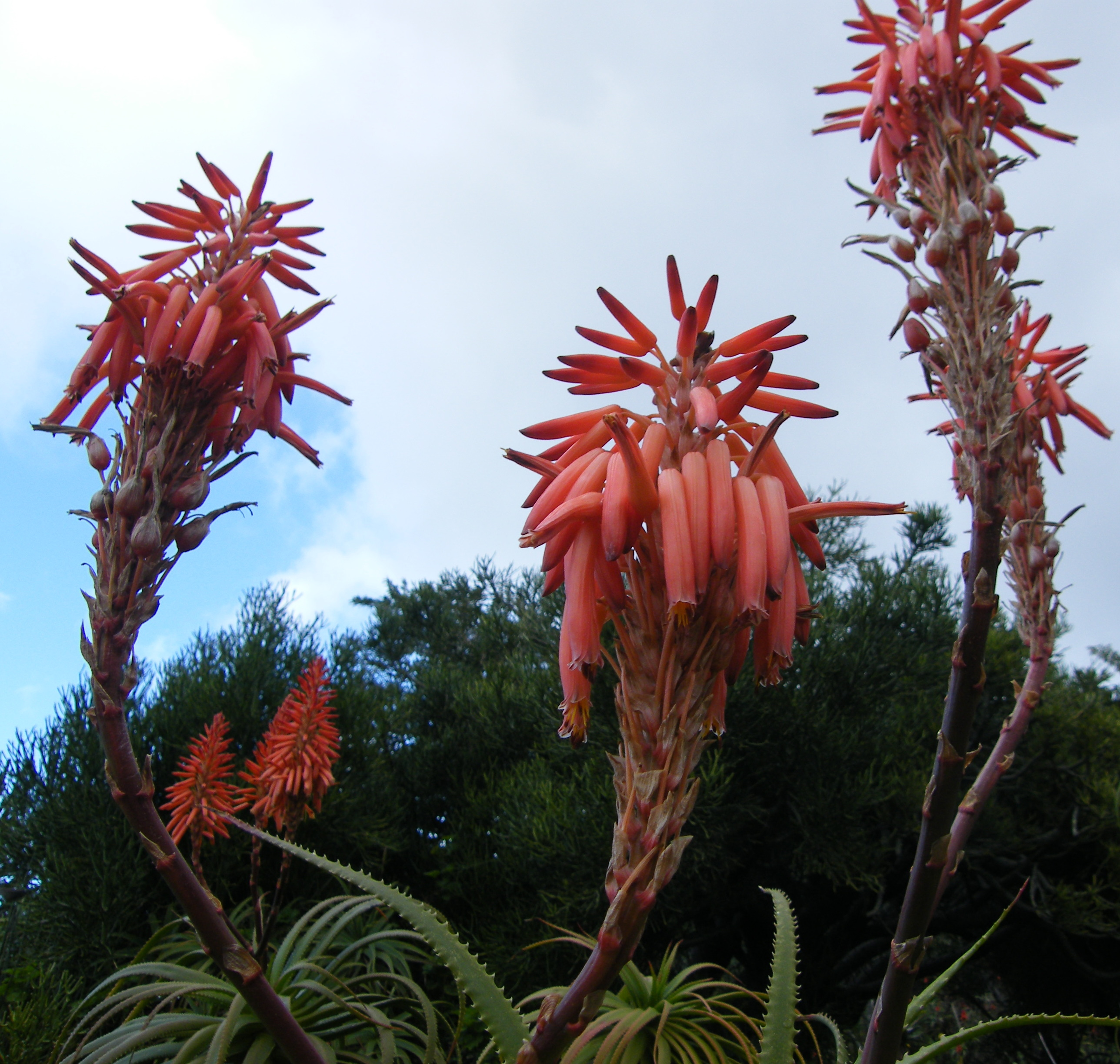
Détails des inflorescences.

La plante fleurie de mai à juillet, de l'automne à l'hiver en Afrique du Sud. L'inflorescence se ramifie habituellement en un maximum de quatre rameaux de couleur uniforme en forme de cône. Les fleurs ne sont pas courbées et sont orange, saumon, un peu rouge. Une variété jaune existe également.
Elles sont mellifères et attirent les abeilles et les passereaux de la famille des Nectariniidae.

## Répartition et écologie
Aloe pluridens a une répartition naturelle le long d'une large zone côtière, depuis le Cap oriental jusqu'au KwaZulu-Natal en Afrique du Sud. Présent de l'embouchure du fleuve Grand Kei à la région de Humansdorp. Il y a aussi un groupe de populations isolées sur la côte du KwaZulu-Natal.
Cette plante ne craint pas de pousser sur les bords de mer, et comme la plupart des aloe il aime le plein soleil, mais pousse également à mi ombre au milieu d'arbustes et de buissons assez dense qui le protège du froid, et du soleil.
La plante résiste à de légères gelées (-1° à -2°) (Zone de rusticité USDA 9).
Il pousse souvent en association avec Aloe ferox, A. africana et A. speciosa, et des hybrides peuvent apparaître.
Naturellement, il se contente de sols pauvres, mais profonds et sableux.

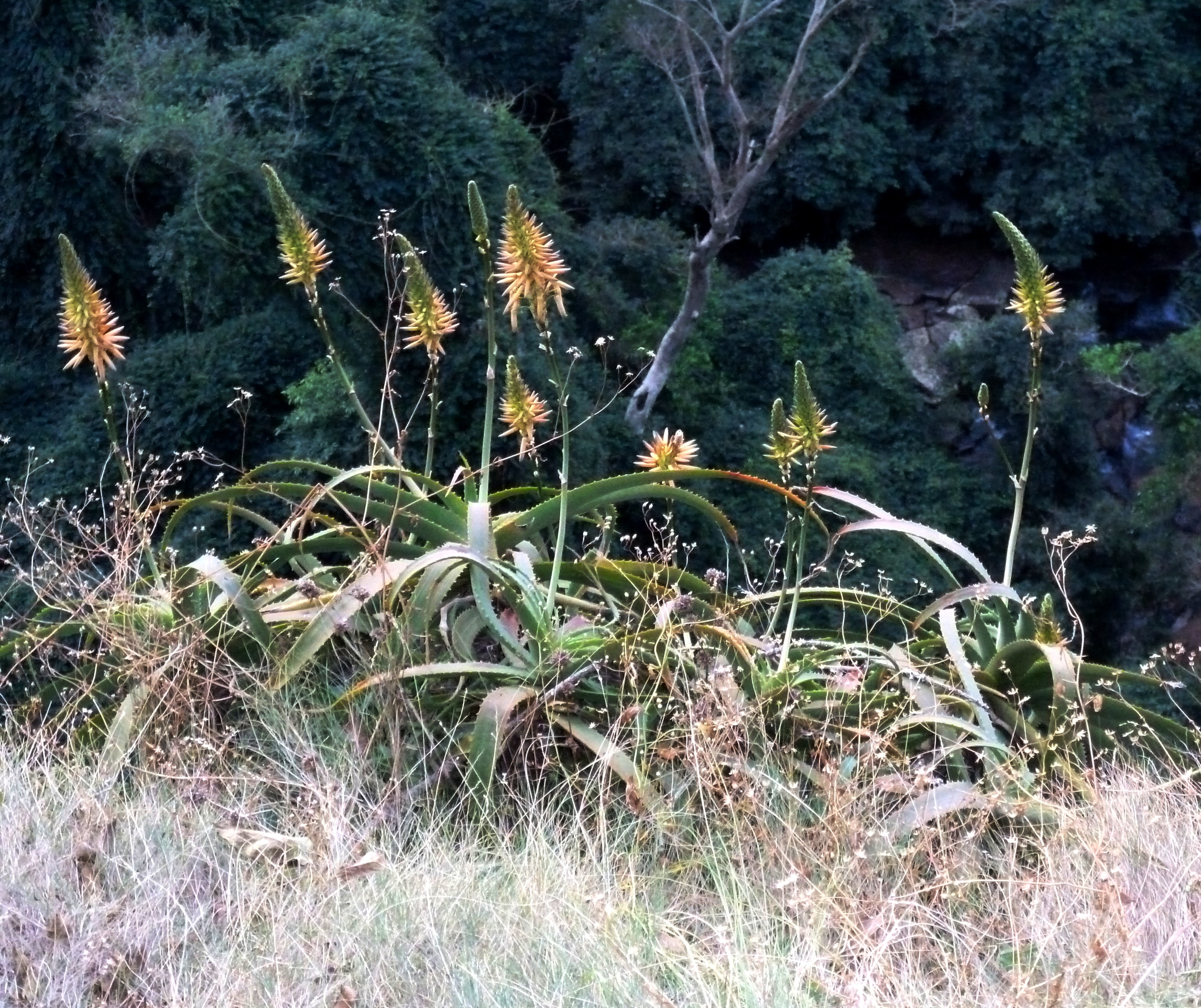
La plante au milieu de la végétation.

## Utilisation et culture
Aloe pluridens est une plante de jardin spectaculaire. Il est relativement facile à cultiver et tolère une grande variété de sols. Il a besoin d'un endroit ensoleillé ou semi-ombragé dans un sol bien drainé, et d'une protection contre le gel. Il est bien adapté aux jardins côtiers et aux conteneurs.
C'est un aloès particulièrement adapté pour les petits jardins car il prend très peu de place par rapport aux autres aloès arborescent. Il s'agit d'une espèce relativement rare en culture, mais facilement disponible dans les pépinières spécialisées.
Il se multiplie facilement par semis au printemps-été. Certaines plantes forment constamment des rejets autour de la tige ; ils peuvent être détachés, laissés à l'air libre pour que la base puisse sécher, puis placées dans du sable humide dans un endroit frais et semi-ombragé jusqu'à ce qu'il produisent des racines. Une fois enracinées, ils peuvent être repiqués en pot ou plantés en pleine terre.
Contrairement à d'autres espèces d'aloès, on ne lui connait pas d'utilité médicinale.

### Littérature
- Boon, Richard. 2010. Pooley's trees of eastern South Africa, a complete guide. Flora & Fauna Publications Trust, Durban.  (ISBN 9780620460194)
- Bornman, H. & Hardy, D. 1971. Aloes of the South African Veld. Voortrekker Pers. Johannesburg
- Foden, W. & Potter, L. 2009. Aloe pluridens Haw. National Assessment: Red List of South African Plants version 2015.1. Accessed on 2015/12/28
- Jeppe, B. 1974. South African Aloes. 2d ed. Purnell : Cape Town.
- Reynolds, G.W. 1982. The Aloes of South Africa. A.A.Balkema, Cape Town.
- Palmer, E. & Pitman, N. 1972. Trees of southern Africa, vol 1. Balkema, Cape Town.
- Van Wyk, B. & Smith, G. 1996 . Guide to aloes of South Africa. Briza Publications, Pretoria.  (ISBN 978-1875093410)